# Плева
Плева (лат. gluma) или пљева је у основи ботанички термин и односи се на љуспичави део класја житарица, спољњи омотач семена који се формира већ при цветању. Мекиње су израз који означава ову љуску семена у исхрани.

## Плева као ботанички термин
Термин се користи за опнаст омотач цвасти – пре свега биљака из породице трава (Poaceae) – који се формира у пазуху класја. У већини случаја, на основи класја се налазе две љуспице плеве, само ретко други број, а још ређе је плева одсутна. Облик, боја и друге особине плеве су међу најважнијим одликама при одређивању врсте биљака.
Љуспице плева се налазе попречно, на две супротне стране, иако због близине једна другој на први поглед делују као срасле. У ботаници их зову доња и горња плева, а изглед и величина истих је важна одлика за распознавање врста. Доња (Gluma superior) и горња плева (Gluma inferior) су већином исте или се мало до знатно разликују. Понекад на себи имају једно или више бразди. На пример ако су плеве исте дужине, али горња плева има различит број бразди у односу на доњу, то може да буде кључна одлика за детерминацију врсте.
У неким случајевима средња бразда плеве може бити продужена у осје, иако је овај феномен мање чест него у случају плевица.
Термин плева се користи и за опну класи биљака из породице шиљева и трава оштрица (Cyperaceae), међутим код њих недостаје класић или плевица. У роду оштрика (Carex) термин плева користи се за њихов мешинкаст плод (perigynium) обавијен опном, то јест означава кору плода.

## Плева у исхрани
Током прераде житарица у производњи хране плеве се сматрају непожељним састојком, па се зато одбацују и употребљавају само за сточну храну. Делимично од овога долази фраза у свакодневном говору "да се одвоји зрно од плеве", тј. да се добро одвоји од лошег. Али то је неисправан поступак, пошто плева садржи важне минерале и потпомаже варење, те се данас све више употребљавају производи од целог зрна пшенице – пециво од брашна у које је умешана плева (хлеб са мекињама и интегрални хлеб).